# NGC 2672
NGC 2672 (również PGC 24790 lub UGC 4619) – galaktyka eliptyczna (E1), znajdująca się w gwiazdozbiorze Raka. Odkrył ją William Herschel 14 marca 1784 roku. Galaktyka ta oddziałuje grawitacyjnie z mniejszą NGC 2673 i wraz z nią stanowi obiekt Arp 167 w Atlasie Osobliwych Galaktyk Haltona Arpa.
W galaktyce zaobserwowano supernową SN 1938B.